# Mukwe (Wahlkreis)
Mukwe ist ein Wahlkreis in der Region Kavango-Ost in Namibia. Er hat knapp 40.000 Einwohner (Stand 2023) auf einer Fläche von 5540 km². Wahlkreissitz ist die gleichnamige Ansiedlung Mukwe.
Zur Wahl 1992 war der Wahlkreis noch der der Region Caprivi zugehörig.

## Wahlen
| Wahl | Name              | Partei | Stimmenanteil |
| ---- | ----------------- | ------ | ------------- |
| 1992 | Basilius Dyakugha | SWAPO  | 70,9 %        |
| 1998 | Johannes Thiguru  | SWAPO  | 61,6 %        |
| 2004 | Johannes Thiguru  | SWAPO  | 78,8 %        |
| 2010 | Christian Muriki  | SWAPO  | 74,2 %        |
| 2015 | Johannes Thiguru  | SWAPO  | 85,7 %        |
| 2020 | Damian Maghambayi | SWAPO  | 67,0 %        |